# Station Étaules
Station Étaules is een spoorwegstation in de gemeente Étaules in het Franse departement Charente-Maritime.